# Iglesia del Sagrado Corazón de Jesús (Medellín)
La Iglesia del Sagrado Corazón de Jesús es un templo colombiano de culto católico dedicado al Sagrado Corazón de Jesús. Está ubicado en el barrio Sagrado Corazón, conocido popularmente como Barrio Triste, en el centro de Medellín. Pertenece a la jurisdicción eclesiástica de la Arquidiócesis de Medellín. Fue declarado Monumento Nacional de Colombia el 31 de agosto de 1998.

## Historia
Para comienzos del siglo XX, los encargados de la orientación moral vieron que era necesario levantar una iglesia en Guayaquil para detener el crecimiento desbordante de este barrio completamente invadido de comercio, bares y cantinas. Se pretendía entonces que alrededor de una iglesia se desarrollara el barrio con familias que poblaran rápidamente la zona sur occidental de la ciudad. Sin embargo no fue así, ganó el comercio.
Posiblemente uno de los motivos que influyó para que no se alcanzara el objetivo de poblarlo como zona residencial, fue el trazado de la línea del Ferrocarril, que llegó a la Estación Cisneros hacia 1914, vislumbrando así una primera separación de Guayaquil con respecto a las mangas que se configurarían más tarde como la zona del Corazón de Jesús.
El templo fue construido en ladrillo compacto, en un área de 982,50 metros cuadrados, terrenos donados por la Sociedad de Fomento Urbano, en donde funcionaba el Almacén de Enrique Mejía y Cía. Allí se reunían además, los impulsores del proyecto arquitectónico entre ellos el sacerdote Valeriano Moncada y los señores Nolasco Posada y Valentín Vieira.
La primera piedra se colocó el 16 de noviembre de 1923 con la autorización del Arzobispo Manuel José Cayzedo. Se comenzaron los trabajos bajo la dirección del ingeniero arquitecto, belga, Agustín Goovaerts, hombre de profundas convicciones religiosas.
A partir de 1928, el ingeniero Pepe (Jesús) Mejía, socio del belga en la firma de arquitectura Félix Mejía y Cía., concluyó los trabajos en 1930, pues Agustín había regresado a su país. La iglesia se terminó de construir el 29 de noviembre de 1941 y fue creada Parroquia el 31 de diciembre de ese año. Se inauguró el 11 de enero de 1942.
El dinero se consiguió gracias a las actividades que desarrollaron miembros de la Sociedad de Mejoras Públicas entre las cuales se destaca Amalia Santamaría. Los gestores de la construcción enviaron cartas al Concejo Municipal para exención de impuestos; al gobernador le solicitaron exonerar el pago de los fletes del ferrocarril para que de esta manera la construcción del templo se agilizara. Para reducir costos el material de playa se extraía del río Medellín y hasta el propio arquitecto rebajó en sus honorarios.
Miembros de la Sociedad de Mejoras Públicas de Medellín aportaron sus joyas como María Josefa Santamaría, quien donó un solitario de diamante avaluado en 200 pesos y Luis Fernando Botero quien obsequió un prendedor para caballero con un rubí y 7 diamantes avaluados en 60 pesos.
En 1945 se discutía la inconveniencia que la línea del Ferrocarril permaneciera donde estaba, pues el transporte en bus iba en crecimiento y requería adecuar el espacio para las vías. Años más tarde, fueron trasladados los rieles para la orilla del río. El trazado de la Avenida del Ferrocarril facilitó la individualización de este sector con respecto a Guayaquil. Es lógico que a lo largo de un sistema como el Ferrocarril se desarrolle el comercio y no la vivienda. La fuerza de la demanda comercial facilitó la llegada de inmigrantes. Proliferaban las pensiones, las cantinas, algunos prostíbulos y casas de juego.
Actualmente el templo se encuentra rodeado de talleres, restaurantes, almacenes de autopartes, lo que prácticamente caracteriza todo el sector. Esta situación ha causado mucho deterioro de la iglesia.

## Arquitectura

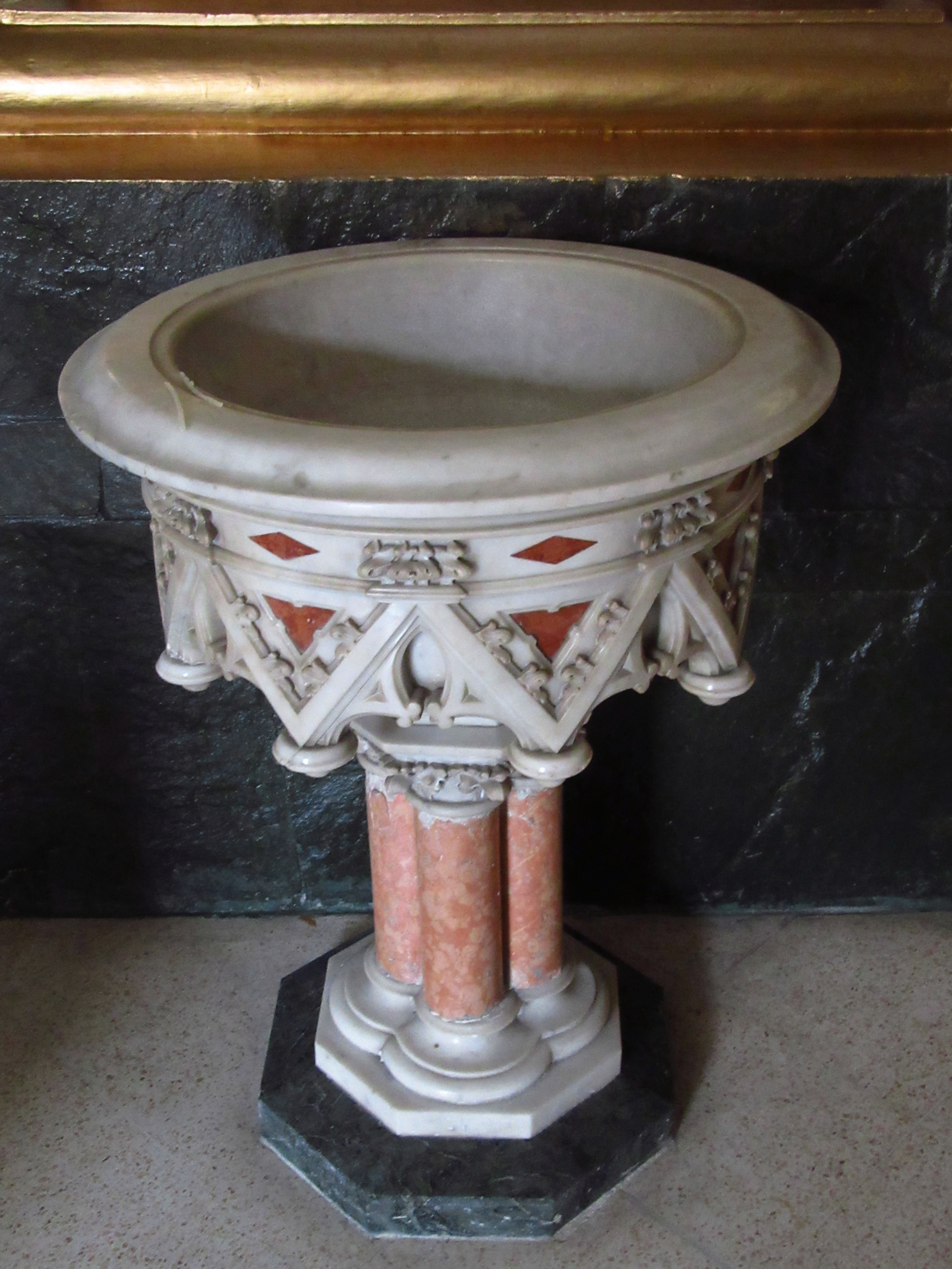
La pila del bautisterio es de mármol de Pietrasanta.

El Sagrado Corazón de Jesús es un templo neogótico, estilo que desde finales del siglo XIX se consideraba como el más apropiado para las iglesias. Como la Catedral de Villanueva o las iglesias del Perpetuo Socorro y de San José, es predominantemente de ladrillo. Cuenta con una torre lateral, que define una inusual volumetría ascendente que se ha convertido en uno de los referentes del centro de la ciudad.
Tiene una planta de cruz latina y en su interior está dividido en tres naves longitudinales, coronadas por bóvedas de arista. La nave principal está separada de las dos laterales por columnas. Las columnas sostienen a su vez arcos ojivales que le dan ritmo al espacio interior. De hecho, como en el resto de las obras del arquitecto Agustín Goovaerts, el arco es el elemento básico de la obra.
Su altar se encuentra en el transepto y fue traído desde Pietrasanta, Italia. El elaborado baldaquino de mármol recubierto en su interior con mosaicos y fue realizado por la casa Ugo Luisi y Co.

## Horarios de Eucaristías
| Horario de misas      |
| Domingos              |
| --------------------- |
| 12 m.                 |
| Lunes a viernes 12 m. |